# Amtsgericht Altdamm
Das Amtsgericht Altdamm war ein preußisches Amtsgericht mit Sitz in Altdamm, Provinz Pommern.

## Geschichte
In Altdamm bestand von 1849 bis 1879 die Gerichtskommission Damm des Kreisgerichtes Stettin. Das königlich preußische Amtsgericht Altdamm wurde mit Wirkung zum 1. Oktober 1879 als eines von 14 Amtsgerichten im Bezirk des Landgerichtes Stettin im Bezirk des Oberlandesgerichtes Stettin gebildet. Der Sitz des Gerichtes war Altdamm. Sein Gerichtsbezirk umfasste aus dem Kreis Randow den Stadtbezirk Altdamm, die Amtsbezirke Bergland und Dammscher See sowie den Amtsbezirk Finkenwalde ohne den Gemeindebezirk Podejuch. Am Gericht bestand 1880 eine Richterstelle. Das Amtsgericht war damit ein kleines Amtsgericht im Landgerichtsbezirk.
Im Jahre 1945 wurden der größte Teil Pommerns, darunter der Sprengel des Amtsgerichtes Altdamm, unter polnische Verwaltung gestellt und die deutschen Bewohner vertrieben. Damit endete die Geschichte des Amtsgerichtes Altdamm.